# Azuleno
Azuleno é um composto orgânico e o isômero do naftaleno.
Enquanto o naftaleno é incolor, azuleno é azul escuro. Seu nome é derivado da palavra espanhola azul. Dois terpenoides, vetivazuleno (4,8-dimetil-2-isopropilazuleno) e guaiazuleno (1,4-dimetil-7-isopropilazuleno), que apresentam o esqueleto azuleno são encontrados na natureza como constituintes de pigmentos em cogumelos (Entoloma hochstetteri), óleo da madeira guaiáco (Bulnesia sarmienti), e alguns invertebrados marinhos.